# Hoogste leider van Iran
De hoogste leider van Iran of de religieus leider van Iran (Perzisch: Rahbar ولی فقیه of رهبر) is de hoogste functie in het staatsbestel van Iran. 
De functie werd geschapen in de Iraanse grondwet van 1980 als de centrale politieke en religieuze autoriteit in het land. Naast de hoogste leider heeft Iran ook een president, die bepaalde taken heeft. 
De hoogste leider regeert volgens het principe van velajat-e fakih ofwel de 'voogdij van de jurist'. Volgens dat principe, bedacht en uitgevoerd door Khomeini, heeft de hoogste leider de uiteindelijke zeggenschap over de staat. Dit principe was oorspronkelijk bedoeld om de goddelijke soevereiniteit met de volkssoevereiniteit te verzoenen, maar werd gedurende de revolutie zo aangepast dat de hoogste leider veel meer bevoegdheden kreeg. Zo kreeg hij de macht de opperrechter  en de opperbevelhebber van het leger te benoemen, het recht de president te ontslaan en een veto uit te spreken over alle door het parlement opgestelde wetten. Hiermee verkreeg de hoogste leider de absolute macht in handen.
Sinds de stichting van de Islamitische Republiek in 1979 heeft Iran twee hoogste leiders gehad:
| Nr. | Hoogste leider | Hoogste leider                          | Periode    |
| --- | -------------- | --------------------------------------- | ---------- |
| 1   |                | Ayatollah Ruhollah Khomeini (1902-1989) | 1979-1989  |
| 2   |                | Ayatollah Ali Khamenei (1939)           | 1989-heden |

De hoogste leider wordt gekozen door de Raad van Experts. Ruhollah Khomeini werd grondwettelijk voor het leven benoemd, volgens de grondwet heeft de Raad van Experts de bevoegdheid om zijn opvolgers nog bij leven uit hun functie te zetten en een opvolger aan te wijzen.